# Martín Berho
Martín Servando Berho (San Miguel de Tucumán, 24 de octubre de 1860 - Buenos Aires, 10 de noviembre de 1918) fue un político y abogado argentino, que se desempeñó como diputado nacional por Tucumán.
Era hijo de Martín Berho, vasco francés, dueño del ingenio La Invernada.
De regreso a su provincia, fue agente fiscal (1885) y juez en lo Civil (1886-1887). Adhirió a los ideales de Leandro Alem; luego a la Unión Cívica Radical. El gobernador Próspero García le confió, en 1890, la cartera de Hacienda. Berho renunció poco después, por disentir con la política "acuerdista", siendo uno de los cabecillas de la revolución armada que, en 1893, derrocó al doctor García, con el concurso del regimiento 11 de Línea.
En 1916, ocupó una banca de diputado por Tucumán en el Congreso de la Nación Argentina.
Ejerció el periodismo como colaborador de Los debates y de Tucumán Literario. También fue un diestro esgrimista.
En 1918, falleció en Buenos Aires antes de concluir su mandato, mientras era presidente de la Junta Electoral de la Unión Cívica Radical.

En su honor, una avenida de San Miguel de Tucumán lleva su nombre, así como un pasaje en la localidad tucumana de El Manantial. [cita requerida]